# Seznam představitelů Krouny
Toto je seznam představitelů Krouny, která do roku 1849 patřila historicky poddanským právem pod rychmburské panství jako ves s rychtou, která podle nejstarších záznamů stávala pod katolickou farou. Nová rychta byla později vystavěna mezi čp. 80 a 83. Když vyhořela, byla postavena zděná budova čp. 82 (zvaná Rychterka nebo Šentířova hospoda). Od roku 1848 do roku 1945 stáli v čele obce volení starostové, od roku 1945 do roku 1990 předsedové Místního národního výboru v Krouně, od roku 1990 volení starostové. Obecní úřad sídlí v budově na čp. 218.

## Rychtáři Krouny do roku 1848
| Od   | Do   | Jméno             | Poznámka |
| ---- | ---- | ----------------- | -------- |
| 1819 | 1841 | Jan Svoboda       | čp. 45   |
| 1841 | 1848 | František Sodomka | čp. 180  |

## Volení starostové Krouny z let 1848–1945
| Od   | Do   | Jméno           | Poznámka |
| ---- | ---- | --------------- | -------- |
| 1848 | 1852 | Václav Pešek    | čp. 167  |
| 1852 | 1861 | Vincenc Línek   | čp. 3    |
| 1861 | 1864 | Jan Netolický   | čp. 82   |
| 1864 | 1867 | Josef Sodomka   | čp. 77   |
| 1867 | 1883 | Václav Nadrchal | čp. 80   |
| 1883 | 1895 | Karel Nekvinda  | čp. 85   |
| 1896 | 1902 | Josef Kyncl     | čp. 54   |
| 1902 | 1918 | Jan Sodomka     | čp. 3    |
| 1918 | 1938 | Jan Nekvinda    | čp. 124  |
| 1938 | 1945 | Josef Bukáček   | čp. 17   |

## Předsedové Místního národního výboru v Krouně z let 1945–1990
| Od   | Do   | Jméno           | Poznámka          |
| ---- | ---- | --------------- | ----------------- |
| 1945 |      | Jan Daňhel      | čp. 74            |
| 1945 | 1947 | Josef Zelenka   | čp. 157           |
| 1947 | 1953 | Josef Bukáček   | čp. 17            |
| 1953 | 1961 | Stanislav Kusý  | čp. 21            |
| 1961 | 1964 | František Eneš  | čp. 68            |
| 1964 | 1968 | Stanislav Kusý  | čp. 21            |
| 1968 | 1971 | Josef Janko     | čp. 108           |
| 1971 | 1976 | Josef Kyncl     | čp. 214           |
| 1976 | 1988 | Blahomil Kučera | Františky, čp. 12 |
| 1988 | 1990 | Josef Lorenc    | čp. 8             |

## Volení starostové Krouny od roku 1990
| Od   | Do    | Jméno          | Poznámka |
| ---- | ----- | -------------- | -------- |
| 1990 | 1998  | Josef Nadrchal | čp. 232  |
| 1998 | 2002  | Zdeněk Žďánský | čp. 259  |
| 2002 | 2014  | Pavel Ondra    | čp. 244  |
| 2014 | dosud | Petr Schmied   |          |

## Duchovní římskokatolické církve
V 18. století v Krouně působili: 
Jan Nepomuk Felix Chuchelský z Nestajova
Norbert Pecold
Josef Antonín Lorber
Karel Richter
František Charvát
Jiří Střítežský
Josef Slavíček
Ignác Josef Hoffman
Jan Svoboda
Jan Pěkný
Václav Hanzwenzel
V 19. století v Krouně působili:
Matyáš Prokop
Antonín Habal
Jan Horník
Josef Beránek
František Springer
Václav Hájek
Jan Böhm
Václav Dvořák
Josef Kopecký
František Xaver Syrový
Jan Pařízek
Petr Neděle
Josef Kvapil
Hugo Theodor Jiroušek
Ignác Brožek
Ferdinand Římek
Ignác Zelinka
Jan Pečenka
Vilém Bohuslav Helvich
Augustin Richter
Mikoláš Šimon
Josef Novotný
Václav Oliva
Od roku 1894 v Krouně působili:
| Od   | Do    | Jméno            | Poznámka                 |
| ---- | ----- | ---------------- | ------------------------ |
| 1894 | 1909  | František Mimra  | farář                    |
| 1909 | 1912  | Julius Váňa      | farář                    |
| 1912 | 1916  | Jan Bauer        | farář                    |
| 1916 | 1917  | Augustin Jonáš   | administrátor            |
| 1917 | 1922  | Antonín Obejda   | farář                    |
| 1923 | 1925  | Petr Petřík      | administrátor            |
| 1925 | 1933  | Jan Oliva        | farář                    |
| 1933 | 1949  | Josef Vorlička   | farář                    |
| 1949 | 1954  | Václav Kuchař    | administrátor            |
| 1954 | 1961  | Josef Kubíček    | administrátor            |
| 1961 | 1970  | Josef Němec      | administrátor            |
| 1970 | 2005  | Karel Kovář      | administrátor            |
| 2005 | 2007  | Ladislav Hojný   | administrátor excurrendo |
| 2007 | 2010  | Bohumil Šitavanc | administrátor            |
| 2010 | 2017  | Vladimír Handl   | administrátor            |
| 2017 | dosud | Vladimír Janouch | farář                    |

## Duchovní reformované (evangelické) církve
| Od   | Do   | Jméno                | Poznámka                                          |
| ---- | ---- | -------------------- | ------------------------------------------------- |
| 1782 | 1785 | František Kováč      | první superintendent reformované církve v Čechách |
| 1785 | 1791 | Petr Molnár          |                                                   |
| 1792 | 1828 | Daniel Márton        |                                                   |
| 1829 | 1870 | Antonín Košút        | 1840–1867 senior chrudimského seniorátu           |
| 1871 | 1902 | Gustav Opočenský     |                                                   |
| 1894 | 1896 | Jakub Caha           |                                                   |
| 1903 | 1905 | Jan Vladimír Šebesta |                                                   |
| 1908 | 1923 | Jan Toul             | 1922–1923 senior poličského seniorátu             |
| 1918 | 1919 | Josef Matějka        | výpomocný kazatel                                 |
| 1921 | 1922 | Karel Havránek       |                                                   |
| 1923 | 1953 | Karel Andrle         | 1923–1935 senior poličského seniorátu             |
| 1944 | 1945 | Jindřich Výborný     | diakon                                            |
| 1954 | 1996 | Vladimír Kučera      | 1971–1976 a 1990–1996 senior poličského seniorátu |
| 1998 | 2003 | Pavel Kalus          |                                                   |
| 2005 | 2014 | David Sedláček       |                                                   |
| 2011 | 2017 | Marek Váňa           |                                                   |
| 2018 | 2021 | Jan Mikschik         |                                                   |